# Daniel Théel
Daniel Théel, född 10 februari 1744 i Stockholm, död där 4 november 1795, var en svensk kirurg.
Théel blev student vid Uppsala universitet och studerade 1761–1764 kirurgi hos Olof af Acrel i Stockholm. Sistnämnda år inledde han en resa till Frankrike, England och Tyskland och promoverades därunder till medicine doktor i Reims och till kirurgie doktor i Leipzig. Efter sin återkomst till Stockholm blev han ledamot av Kirurgiska societeten. Han var 1769–1792 regementsfältskär vid Livdrabantkåren samt utnämndes 1772 till preses i Kirurgiska societeten och överdirektör vid kirurgin i Sverige. I 1788 års krig deltog han som förste fältkirurg och anställdes sedan tillsammans med Anders Johan Hagströmer som lärare vid den 1789 i Stockholm inrättade kirurgiska skolan, från vilken intill krigets slut 71 unga män utsändes till Finland. År 1792 blev han ledamot av Vetenskapsakademien. Théel verkade i hög grad för den svenska kirurgins utveckling. Han var även känd som skicklig praktisk kirurg genomförde främst ganska många lyckade operationer för blåssten (konkrementbildning).  För övrigt var han främst inriktad på att sköta sin lantegendom i Stockholms närhet.